# Spermacoce brachystema
Spermacoce brachystema là một loài thực vật có hoa trong họ Thiến thảo. Loài này được R.Br. ex Benth. miêu tả khoa học đầu tiên năm 1867.